# هنري الثاني، كونت شامبانيا
هنري الثاني كونت شامبانيا أو (هنري الأول ملك بيت المقدس) (29 يوليو 1166 - 10 سبتمبر 1197)؛ كان كونت شامبانيا منذ 1181 حتى وفاته، واستخدم لقب حاكم القدس منذ 1192 حتى وفاته، على الرغم من أنه لم يستخدم اللقب الملك.

## حياته المبكرة
هو الابن الأكبر لـ هنري الأول كونت شامبانيا وماري الفرنسية ابنة لويس السابع ملك فرنسا وإليانور الأقطانية، وكانت أديل الشامبانية ملكة فرنسا عمته.
في 1171 خطب هنري لـ إيزابيل هينو، ولكنها تزوجت لاحقاً من خاله فيليب الثاني ملك فرنسا، مما تسبب في غضب والده وعمته وعائلته، وأيضا عادت الملكة أسرة إيزابيل لفترة من الزمن، وبالتالي أدى إلى توتر في البلاط الفرنسي.
توفي والده في 1181، والدته أصبحت وصية عليه حتى 1187.

## الحملة الصليبية
في 1190 غادر هنري نحو الشرق، بعد أن أقسم باروناته بالاعتراف بـ شقيقه الأصغر ثيوبالد في حال فشل في العودة، انضم إلى الحملة الصليبية الثالثة وصل إلى هناك قبل وصول خواله الملك فيليب الثاني وريتشارد الأول، كان قائد الوحدة الفرنسية خلال حصار عكا قبل وصول فيليب، ويقال أنه كان وراء المجموعة التي خطفت إيزابيلا ملكة بيت المقدس ليحصلوا على موافقة طلاقها من همفري الرابع من تبنين حتى تتمكن من زواج من كونراد المونفيراتي كان بينهما النسب من خلال جداتهما وفقا ما قاله بهاء الدين بن شداد، وأيضا أصيب في عكا في 15 نوفمبر.
وفي وقت لاحق نقل هنري ولائه إلى خاله الآخر ريتشارد الأول في أبريل 1192، أرسله ريتشارد كـ ممثل له من عكا إلى صور، ومع ابلاغه بتتويج كونراد عاد إلى عكا، وبعد بضعة أيام اغتيل كونراد من قبل اثنين من الحشاشين، عاد هنري إلى صور بعد يومين، للمساعدة في تنظيم تتويج كونراد ولكنه وجد جنازة يجرى إعدادها بدلا من ذلك، وخُطب على الفور من الملكة التي كانت حاملاً، وتزوجوا بعد ثمانية أيام من وفاة كونراد.
سبب الزواج بعض الفضيحة من قبل المقربين، كانت إيزابيلا راضية عن الزواج بحيث رأت فيه أنه جذاب، وأيضا كان أصغر من زوجيها سابقين بكثير، وأيضا قيامه بدفاع عنها وعن مملكتها، واستطعت أنجاب له لاحقا ابنتين أليس وفيليبا.